# Olot (Uzbekistan)
Olot (uzb. cyr.: Олот; ros.: Алат, Ałat) – miasto w południowym Uzbekistanie, w wilajecie bucharskim, siedziba administracyjna tumanu Olot. W 1989 roku liczyło ok. 8,9 tys. mieszkańców.
Miejscowość otrzymała prawa miejskie w 1982 roku.